# گنجشک طلایی عربی
گنجشک طلایی عربی (نام علمی: Passer euchlorus) نام یک گونه از سرده گنجشک‌های راستین است.